# Grb Slovaške
Grb Slovaške republike predstavlja rdeč zgodnjegotski ščit dno katerega pokriva moder trohrib na srednjem vrhu katerega stoji srebrn dvojni križ. Skrajni deli križa so razširjeni, njegovi konci pa vbočeni. Dvojni križ predstavlja krščansko vero, trohrib pa simbolizira tri gorske verige, Tatre, Fátro ter Mátro, ki se nahaja na Madžarskem.

## Nastanek sodobne različice
Po dogodkih žametne revolucije je leta 1990 slovaško ministrstvo za notranje zadeve heraldiku in slikarju Ladislavu Čisáriku ter profesionalnemu heraldiku Ladislavu Vrtelu zaupalo izdelavo novega grba in državne zastave. Čisárik in Vrtel sta se pri zasnovi grba in zastave oprla na grb Ogrske iz 14. stoletja, ki je pripadal kralju Ludviku I. Čisárik in Vrtel sta se pri tem odločila trikrat povečati dvojni križ, da bi ga poudarila kot narodni simbol. Poleg državnega grba in zastave sta se lotila tudi izdelave nove predsedniške zastave, pri kateri gre za heraldično zastavo grba.

## Dvojni križ
Ena izmed sodobnih interpretacij dvojnega križa je, da predstavlja Slovaško dediča kot varuha krščanske tradicije, ki sta jo na njeno ozemlje že v času kneževine Nitre prinesla bizantinska misijonarja sv. Ciril in Metod.
Dvojni križ v grbu izhaja iz Bizantinskega cesarstva iz 9. stoletja. Za razliko od latinskega križa simbolika ter pomen dotičnega nista povsem jasna. Ena izmed razlag je, da prva prečka predstavlja posvetno druga pa cerkveno moč bizantinskih cesarjev. Druga interpretacija razlaga prvi križ kot smrt drugega pa kot vstajenje Jezusa Kristusa. V V 9. stoletju je bil v Bizantinskem cesarstvu dvojni križ politični simbol bizantinskih uradnikov in misijonarjev.
Na območju današnje Slovaške se je dvojni križ pojavil v 9. stoletju med velikomoravskim misijonom Cirila in Metoda. Čeprav je bila njegova uporaba razširjena po vsej Velikomoravski, križ ni veljal za državni simbol. S pomočjo Svetopolka (vladarja Lorene, sina nemškega cesarja Arnulfa Koroškega in krščenca velikomoravskega kneza Svetopolka I.) je križ prišel v Loreno in se tam imenuje lorenski križ.
Dvojni križ se je zatem ponovno pojavil na kovancih, ki jih je dal kovati Štefan I., prvi kralj Ogrske. Razširjeno mnenje, da je bil dvojni križ križ, ki ga je papež leta 1000 podaril Štefanu I. je sporno. Pojavilo se je šele v 15. stoletju in temelji na legendi iz 12. stoletja, po kateri je Štefan prejel apostolski križ, torej ne dvojnega.
Za neposrednega predhodnika trenutnega grba Slovaške je mogoče označiti grb kneza in kasnejšega kralja Béle. Béla je bil pripadnik Árpádovcev. Poimenovan je bil po praškem škofu Adalbertu, ki je nekaj desetletij prej krstil Štefana, bratranca Bélinega očeta. Béla je vodil svojo notranjo in zunanjo politiko v svoji Nitrijski mejni kneževini. Bizantinski cesar, ki je bil v sporu z ogrskim kraljem, je Béli celo poslal knežjo krono. Poleg tega je Béla v Nitri, glavnemu mestu istoimenske kneževine, leta 1050 dal izdelati kovance, ki so se namenoma močno razlikovali od kovancev ogrskega kralja, ki so vsebovali dvojni križ.
Uporaba dvojnega križa na kovancih pred Bélo III. je močno sporna. Novejši pogledi ga razlagajo kot zmotno interpretacijo dveh posameznih križev.
Šele 100 let pozneje, okoli leta 1189, je znano, da je bil dvojni križ ponovno uporabljen; med križarsko vojno ga je uporabljal ogrski kralj Béla III. kot svoj kraljevski simbol. Trohrib, ki se nahaja v sodobnem slovaškem in madžarskem grbu, še vedno ni bil prisoten na zastavi. Tedaj je bil simbol že uporabljen kot grb, saj so grbi tedaj postali modni v Evropi. Dvojni križ je izbral, ker je bil krščanski simbol ter ker je bil najstarejši simbol v njegovem kraljestvu.
Bélinina naslednika Emerik in Andrej II. kot simbol nista uporabljala dvojnega križa, ki je bil povezan z leta 1107 ukinjeno kneževino Nitro na severu države, ampak rdeče in bele črte rodbine Árpád.
Kralj Béla IV. je iz neznanih razlogov ponovno kot simbol uvedel dvojni križ. Nekateri zgodovinarji predvidevajo, da je preprosto kopiral svojega vzornika Bélo III. Med njegovo vladavino je nekoliko spremenjen dvojni križ postal simbol Bratislavske županije.
Patriarhov križ je uporabljal tudi zadnji kralj iz rodbine Árpádovcev, Andrej III.
Med nasledstvenimi težavami po letu 1301 je dvojni križ za svoj simbol uporabljal kralj Ladislav, medtem ko je Karel Robert imel sekan grb z Anževinskimi lilijami in Árpádskimi črtami.
Po mongolski invaziji v letih 1241–1242 je mnogo novoustanovljenih mest v državi dobilo pravico do uporabe dvojnega križa v grbu. Prva in največja mesta v kraljestvu so nastala na današnjem Slovaškem, ozemlju, ki ga je zaznamovala nemška poselitev, ekstenzivno rudarstvo in s tem tudi tedaj najnaprednejše gospodarstvo. Prav verjetno je, da je v 15. stoletju zaradi občinskih grbov dvojni križ postal jasni simbol tega območja, kasnejše Gornje Ogrske.
Od poznega 14. stoletja (po nekaterih virih od 13. stoletja) dalje je bil dvojni križ tako simbol severnega dela kraljestva ("partes Danubii septentrionales, partes regni superiores", i.e. približno območje današnje Slovaške in severovzhodne Madžarske) kot tudi simbol ogrskih kraljev. Primer tega je četverjeni grb Ludvika Velikega, ki je poleg drugih vseboval tudi simbol Karla Roberta kot simbol južnih delov kraljestva ("partes regni inferiores") in dvojni križ kot simbol severnih delov kraljestva. Dober primer dvojnega pomena dvojnega križa je veliki pečat kralja Sigismunda Luksemburškega; pečat na sredi vsebuje dvojni križ, katerega obdaja krog manjših grbov ozemelj pod njegovo vladavino. Med temi grbi se ponovno pojavi dvojni križ kot simbol ozemlja kasnejše Slovaške ter kot simbol Panonije.
Ko so Habsburžani leta 1526 postali ogrski kralji se je uveljavil sekani grb s križem in črtami, ki je s krono na trohribu, ki je bila dodana v 17. stoletju, še danes grb Madžarske.

## Trohrib
Trohrib simbolizira tri gorske verige, Tatre, Mátro ter Fátro, ki so se nahajale na severu Ogrske, Tatre in Fátra pa se danes nahajajo na Slovaškem. Ta interpretacija je najvrjetneje najstarejša in najbolj razširjena, prvič se jo namreč zasledi že v 16. stoletju, čeprav ima korenine verjetno v 15. stoletju. Po "Tripartitumu" Istvána Werbőczya iz 16. stoletja trohrib predstavlja gorovja v tem vrstnem redu.
Trohrib s križem je uporabljal tudi ogrski Kralj Ladislav (1301–1305) iz češke dinastije Přemyslidov.

## Simbol Slovakov

### Izvor in barve
V 16. stoletju so Slovaki na dvojni križ začeli gledati tudi kot na simbol svojega naroda. To dejstvo se je pokazalo med revolucijo 1848/1849, ko so se Slovaki skupaj z Avstrijci borili proti Madžarom. V ta namen je bil avgusta 1848 na Dunaju ustanovljen slovaški narodni svet. Sodobni grb je bil prvič uradno uporabljen na pečatu slovaškega narodnega sveta kot slovaški narodni simbol in ne kot zgolj simbol Gornje Ogrske. Od tedaj naprej se simbol uporablja zelo pogosto.
Barve grba so panslovanske barve, rdeča-bela-modra. Ker je bil gornjeogrski grb takrat tudi del grba Ogrske kraljevine, je bilo treba spremeniti le barvo treh gora (to se je zgodilo prvič na slovaški zastavi) iz zelene v modro, da bi bil grb v skladu s panslovanskimi barvami.
Rdečo barvo je grb pogosto imel kot skoraj neločljivo spremljevalko dvojnega križa v grbih mnogih srednjeveških ogrskih in slovaških mest. Tudi grb Béle III. naj bi imel rdeče ozadje. Na splošno se je rdeča barva polja pogosto uporabljala za grbe v poznem 12. in zgodnjem 13. stoletju v srednji Evropi. Ena od sodobnih interpretacij barve je, da predstavlja krvavo podlogo in simbolizira slovaško "mučeništvo" v času madžarizacije v 19. stoletju.
Barva trohriba je bila prvotno zelena, leta 1848 pa ga je slovaški narodni svet uporabil v modri barvi v skladu s slovanskimi barvami.

### 20. stoletje
Leta 1918 so češkoslovaške čete začele zasedati severno Ogrsko v skladu z ozemeljskimi obljubami, ki jih je trojna antanta dala češkoslovaškim politikom med prvo svetovno vojno. Slovaško (Gornjo Ogrsko) so zasedle madžarske čete iz Madžarske sovjetske republike, ki so ustanovile Slovaško sovjetsko republiko kot marionetni režim. Njegov simbol je bila rdeča zvezda, simbol komunizma. Po kratki vojni med Madžarsko, Češkoslovaško in Romunijo je bila Slovaška vključena v Češkoslovaško.
Leta 1920 je grb postal del sestavljenega grba Češkoslovaške.
Med leti 1939 in 1945 je bil grb uradni simbol Prve slovaške republike.
Leta 1945 je ponovno postal del češkoslovaškega grba. Od leta 1960 do 1990 je bil simbol uradno prepovedan, saj so ga komunisti razlagali kot simbol fašistične slovaške države. Stari grb je v češkoslovaškem grbu nadomestil umetni simbol, sestavljen iz gore Kriváň in treh plamenov. Trije plameni naj bi simbolizirali slovaško narodno vstajo leta 1944.
1. marca 1990, po žametni revoluciji, je stari grb postal uradni simbol "Slovaške republike", ki je bila še vedno del Češkoslovaške. Na podlagi ustave Slovaške republike z dne 3. septembra 1992 je isti grb postal simbol neodvisne Slovaške, ki je bila razglašena 1. januarja 1993. Zakon z dne 18. februarja 1993 je natančneje določil podrobnosti grba : na primer, čeprav v preteklosti ni bil eksplicitno opredeljen v blazonu, je bil v času druge svetovne vojne križ večinoma upodobljen z izbočenimi zaključki kola in prečk; zato je v novem opisu jasno razvidno, da jih prikazuje kot konkavne.
Slovaške zračne sile državni grb uporabljajo kot svoj emblem.
Od leta 1992 je grb tudi na zastavi Slovaške.

## Galerija
- Slovaški evrokovanci s trohribom in dvojnim križem
- Grb na sprednji strani slovaškega potnega lista
- Častna straža predsednika Slovaške republike ima na uniformah grb
- Grb na repu Letalske službe slovaške vlade
- Slovaška hokejska reprezentanca z grbom na dresih

## Grbi in emblemi skozi zgodovino
- Zastava slovaške vstaje je ena izmed prvih upodobitev slovaškega grba z modrim trohribom. Dotični grb poleg križa vključuje tudi árpádske črte
(1848–1849)
- Zvezda Slovaške sovjetske republike
(1919)
- Grb Češkoslovaške legije, ki je bil v uporabi že pred nastankom uradnih simbolov Češkoslovaške. Občasno so je bil trohrib v zeleni barvi
(1914–1920)
- Mali grb Češkoslovaške
(1920–1939)
(1945–1960)
- Srednji grb Češkoslovaške
(1920–1939)
(1945–1960)
- Veliki grb Češkoslovaške
(1920–1939)
(1945–1960)
- Grb Avtonomne dežele Slovaške v okviru Druge češkoslovaške republike
(1938–1939) ter
 marionetne Prve slovaške republike
(1939–1945)
- Grb Češkoslovaške socialistične republike
(1960–1990)
- Grb Slovaške socialistične republika znotraj Češkoslovaške socialistične republike
(1969–1990)
- Grb Češke in slovaške federativne republike
(1990–1992)
- Grb Slovaške republike v okviru Češke in slovaške federativne republike
(1990–1992)